# York Harbor
York Harbor es un lugar designado por el censo ubicado en el condado de York en el estado estadounidense de Maine. En el Censo de 2010 tenía una población de 3.033 habitantes y una densidad poblacional de 335,16 personas por km².

## Geografía
York Harbor se encuentra ubicado en las coordenadas 43°8′35″N 70°38′51″O / 43.14306, -70.64750. Según la Oficina del Censo de los Estados Unidos, York Harbor tiene una superficie total de 9.05 km², de la cual 8.3 km² corresponden a tierra firme y (8.24%) 0.75 km² es agua.

## Demografía
Según el censo de 2010, había 3.033 personas residiendo en York Harbor. La densidad de población era de 335,16 hab./km². De los 3.033 habitantes, York Harbor estaba compuesto por el 97.82% blancos, el 0.46% eran afroamericanos, el 0% eran amerindios, el 0.99% eran asiáticos, el 0% eran isleños del Pacífico, el 0.13% eran de otras razas y el 0.59% pertenecían a dos o más razas. Del total de la población el 0.82% eran hispanos o latinos de cualquier raza.